# かみつき学園
『かみつき学園』（かみつきがくえん）は、キダニエルによる日本の漫画作品。『月刊少年シリウス』（講談社）にて、2017年4月号から2018年5月号まで連載された。吸血種族の「エピキュリアン」である梅田雫と、パートナーの「ニンゲン」であるいちごとの特殊な関係性を描く。なお、本作は制服や名前などが阪急電鉄に由来している。

## あらすじ
全てのニンゲンを支配し、彼らと共生している吸血種族エピキュリアン。そんなエピキュリアンの1人、梅田雫は春から神月学園に通う高等部新1年生。
エピキュリアンにとってニンゲンは、日々の「食事」に欠かせない重要なパートナーである。しかし雫は、今までニンゲンと接したことがなかった。
そのため、教育の一環として生徒1人にニンゲンが1頭支給されるこの学園での生活を心待ちにしていた雫は、浮かれながら自分の寮へと足を運ぶ。部屋を開けると待っていたのは、自らを家畜一号と呼ぶ美少女だった。

## 登場人物

### エピキュリアン
梅田 雫（うめだ しずく）
本作主人公。神月学園の1年生。ちんちくりんであることを気にしている。
パートナーはいちご。
都会育ちのため、学園入学までニンゲンに触れたことがなかった。
学校から与えられたニンゲンのご主人様として、いちごとの生活を送っていく。しかし、ニンゲンに不慣れなこともあり、当初はいちごを吸血で傷つけてしまうことに抵抗を感じていた。
運動は得意ではなく、特にニンゲンとともに空を飛ぶランデヴーを苦手としている。
いちごからは雫様と呼ばれている。
能勢口 泉（のせぐち いずみ）
雫のクラスメイト。雫同様、神月学園高等部に外部受験で入ってきた。
パートナーはモモ。吸血は主にモモの太ももから。
モモからは泉と呼ばれている。
雲雀丘 湊（ひばりがおか みなと）
神月学園高等部の2年生。身長175センチ。
パートナーはベルガモット。
気に留めた娘は所構わず吸血しようとするため、学園では手癖が悪いことで評判。しかし、ルックスの美しさなどにより、校内のファンはとても多い。
ベルガモットからはダーリン、または湊と呼ばれている。
理事長（りじちょう）
神月学園の理事長。年齢不詳。
見た目は幼いが、生徒からは若作りを疑われている。ただ、自身でもある程度年齢が高いことを匂わす発言をしている。
学園の校章や薔薇園などは理事長自身が手掛けた。

### ニンゲン
いちご
本作もう一人の主人公。神月学園高等部ニンゲンクラスの1年生。「牧場」出身。名前の由来はいちごパフェから。
雫のパートナーとして、学園から支給された。雫と出会った頃は家畜一号（かちくいちごう）と名乗っていたが、雫とお茶をした際にいちごの名を与えられた。
メガネをかけているためにニンゲンとしては劣等種だが、それを霞ませるほど容姿端麗である。学園の多くのエピキュリアンから味見を狙われている要因でもある。
すぐに土下座をするなど、自身の尊厳には執着していない一面がある。
雫からはいちごと呼ばれている。
モモ
ニンゲンクラスの1年生。「野良」出身。名前の由来は太ももから。
泉のパートナーとして、学園から支給された。太ももがやや太いことを気にしており、同時にモモの弱点でもある。
長らく野良ニンゲンとして生活していたこともあり、性格は尖っている。
泉からはモモと呼ばれている。
ベルガモット
2年生。湊のパートナーを務めている。
一人称はベル、または私様（わたくしさま）。
湊に惚れ込んでいるため、彼女に尽くそうとすることが多い。
湊からはベル、またはベルガモットと呼ばれている。

## 用語
エピキュリアン
吸血種族。ニンゲンを支配下に置きつつ、守るべき対象としている。食事は主にニンゲンからの吸血であるが、市販の血液パックなどでも代用できる。ニンゲンの食べ物は口に合わない。ニンゲンを保護することがニンゲン愛護法により義務付けられており、違反したエピキュリアンにはニンニクによる刑罰が行われる。基本的に夜行性。空を飛ぶことができる。
ニンゲン
エピキュリアンの支配下に置かれている。扱いはあくまで家畜であるが、牧場で育てられる種や野良生活をおくる種など生い立ちはさまざまである。ニンゲンはチョーカーの着用が義務付けられている。店での一般販売もされているが、一頭数十万をくだらない種も多い。
神月学園
エピキュリアンが通う学校。入学すると、教育の一環としてニンゲンが1頭支給される。ニンゲン用のクラスも用意されており、式典以外はエピキュリアンもニンゲンの生活サイクルに合わせている。学食では裏メニューとして餃子が提供されている。
不純威勢咬遊（ふじゅんいせいこうゆう）
公共の場で勢いに任せて吸血すること。基本的に公共スペースでの不純威勢咬遊は禁じられている。
ランデヴー
エピキュリアンがニンゲンとともに飛行すること。基本の飛行スタイルはお姫様だっこ。ニンゲンとともに飛行することでときめきが生じ、ニンゲンの味向上が期待できる。

## 書誌情報
- キダニエル 『かみつき学園』 講談社〈シリウスKC〉、全2巻
  1. 2017年8月9日発売 ISBN 978-4-06-390726-1
  2. 2018年5月9日発売 ISBN 978-4-06-511443-8